# Juan Manuel Blanes
 Juan Manuel Blanes (Montevideo, 8 juin 1830 - Pise, 15 avril 1901) était un artiste peintre académique uruguayen. L'histoire de son pays lui offrit le thème de ses tableaux les plus célèbres.

## Œuvres
Certaines de ses œuvres sont conservées au Museo Nacional de Artes Visuales.

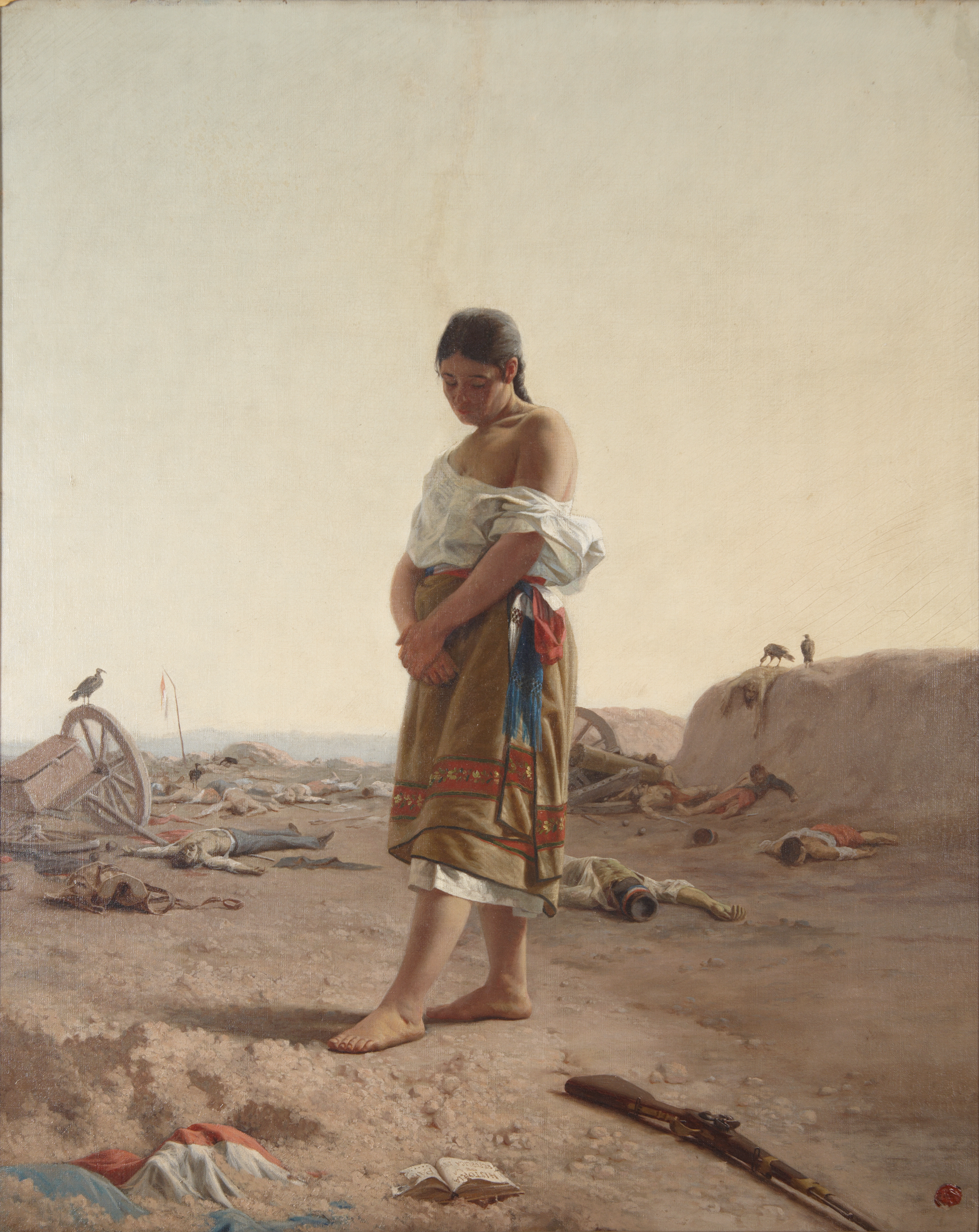
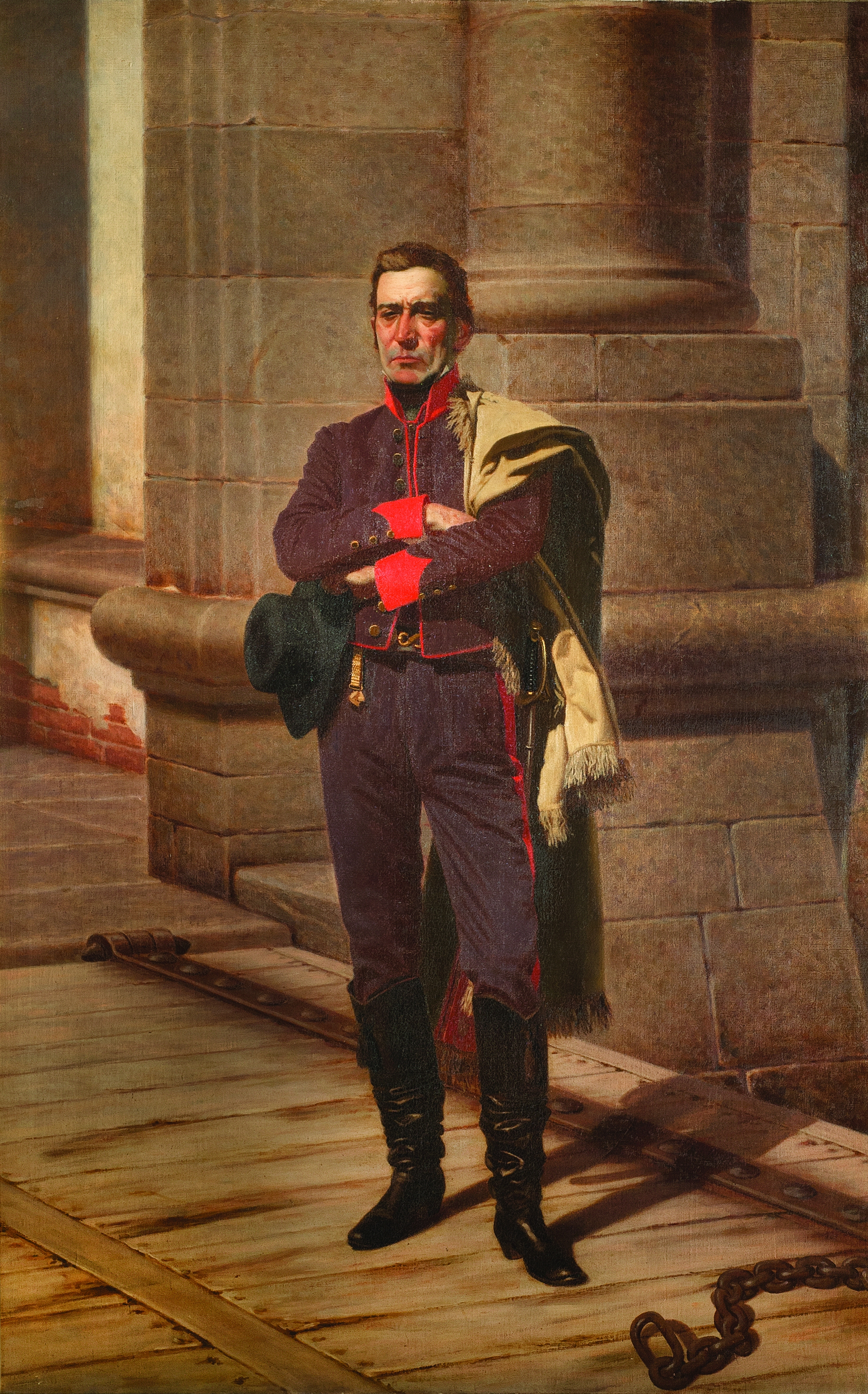
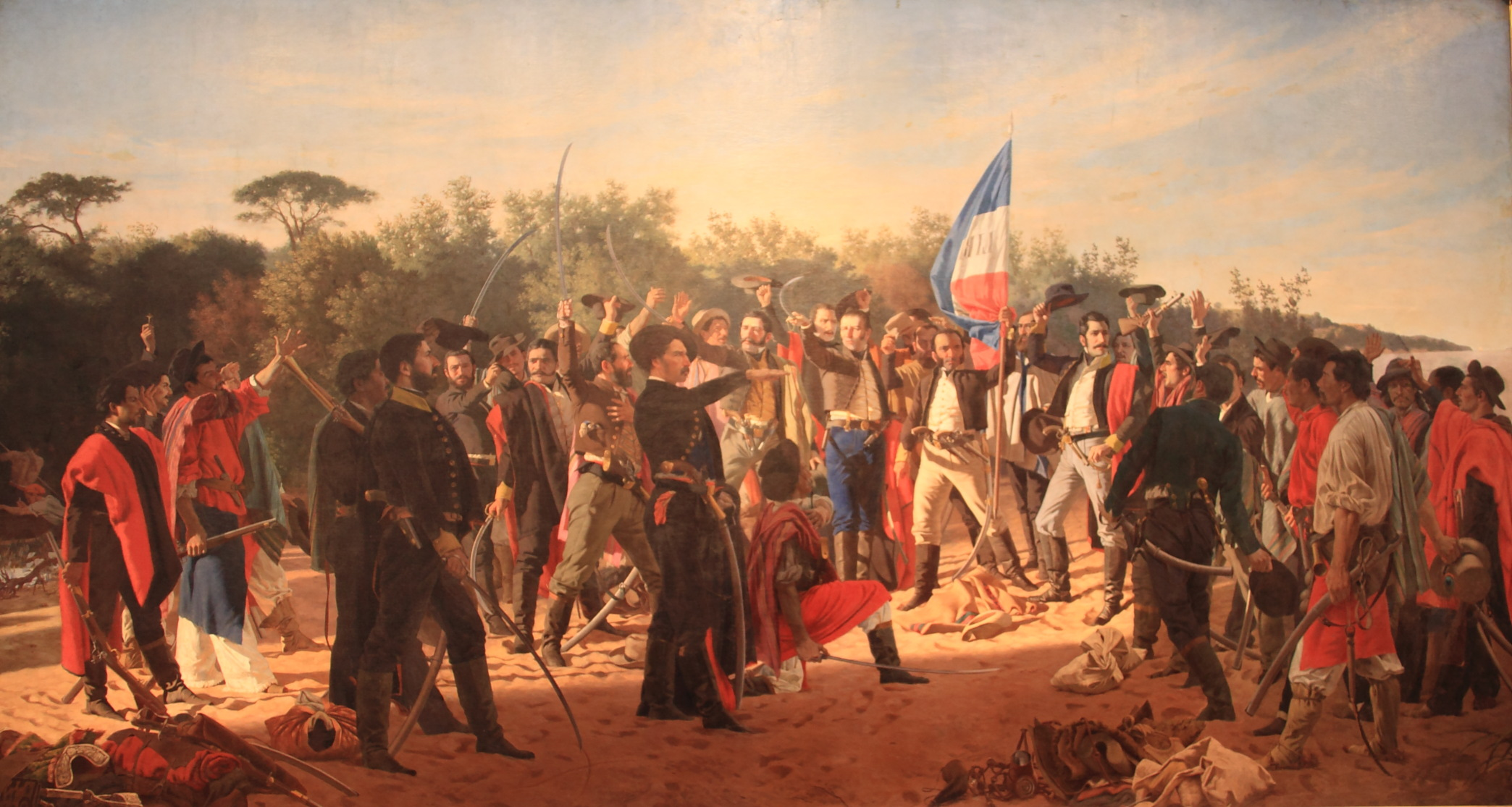